# Lira organizzata
Lira organizzata (znana też jako lyra organizzata, vielle organisée, ghironda organizzata) – instrument muzyczny należący do chordofonów smyczkowych i instrumentów dętych. Instrument jest hybrydą liry korbowej i organów. Instrument jest wariantem liry korbowej, z wbudowanym miechami i piszczałkami organowymi, które mogą być zamocowane horyzontalnie lub wertykalnie.
Na instrumencie można grać używając strun, strun i piszczałek lub samych piszczałek.
Technika gry jest zbliżona do gry na zwykłej lirze korbowej z jedną zasadniczą różnicą – gra się na stojąco, instrument stoi na stole.
Na ten instrument napisano niewiele utworów. Joseph Haydn napisał w 1786 r. koncerty na dwie liry organizzaty. Są to kompozycje napisane dla Ferdynanda IV, Króla Neapolu, zwanego też Ferdynandem Burbonem. Ich powstanie związane jest z popularnością liry korbowej w XVIII w. i nurtem rustykalnym.
- Koncert Nr 1 C-dur Hob. VIIh:1,
- Koncert Nr 2 G-dur, Hob. VIIh:2,
- Koncert Nr 3 G-dur, Hob. VIIh:3,
- Koncert Nr 4 F-dur, Hob. VIIh:4,
- Koncert Nr 5 F-dur, Hob. VIIh:5

Koncerty Josepha Haydna zostały nagrane przez zespół Ensemble Baroque de Limoges, na lirach organizzatach zagrali Matthias Loibner i Thierry Nouat, a akompaniowali: na skrzypcach Gilles Colliard, na violi da gambie i wiolonczeli Christophe Coin